# یواس‌اس ابرل (دی‌دی-۴۳۰)
یواس‌اس ابرل (دی‌دی-۴۳۰) (به انگلیسی: USS Eberle (DD-430)) یک کشتی بود که طول آن ۳۴۸ فوت ۳ اینچ (۱۰۶٫۱۵ متر) بود. این کشتی در سال ۱۹۴۰ ساخته شد.